# Доллі Фікельмон
Графиня Дар'я Федорівна Фікельмон (фр. de Ficquelmont, при народженні графиня Тізенгаузен, нім. Tiesenhausen; нар. 14 жовтня [26 жовтня] 1804, Санкт-Петербург, Російська імперія — пом. 10 квітня 1863, Венеція [або Відень], Австрійська імперія) — внучка фельдмаршала Кутузова, дочка Єлизавети Хитрово, дружина австрійського дипломата і політичного діяча К. Л. Фікельмона. Часто згадується як Доллі Фікельмон. Відома як господиня петербурзького салону і авторка ґрунтовного «світського щоденника», в записах якого особливий інтерес викликають фрагменти про Олександра Пушкіна і його дружину, і докладний звіт про дуелі і смерті Пушкіна[⇨]. З 1920-х років дискутується, чи мала Фікельмон любовний зв'язок з Пушкіним[⇨].

## Біографія

### Ранні роки

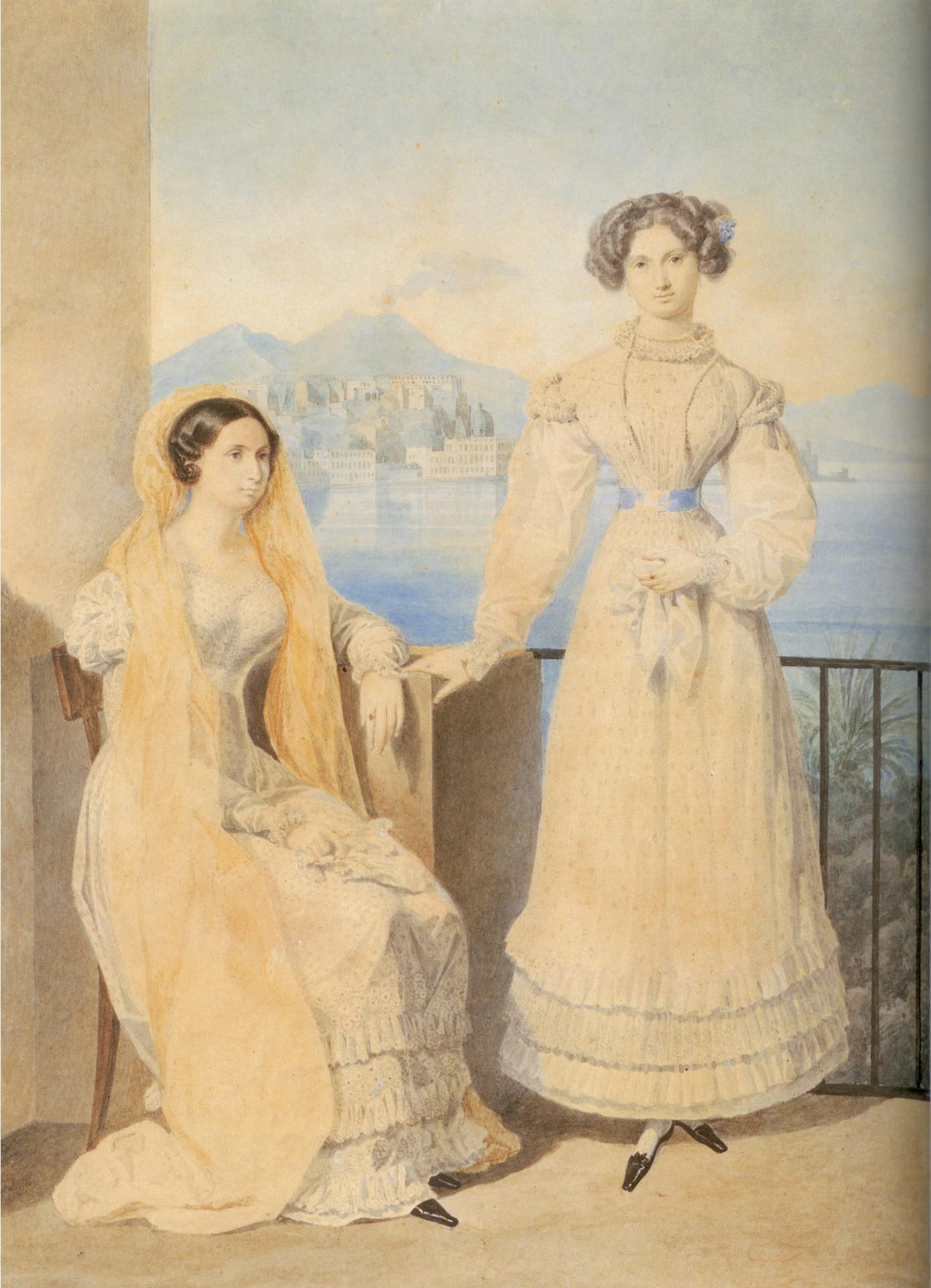
Доллі з сестрою Катериною в Неаполі. Акварель О. П. Брюллова

Дочка флігель-ад'ютанта імператора Олександра I Фердинанда фон Тізенгаузена (1782—1805) і Єлизавети Михайлівни,  до шлюбу Голенищевої-Кутузової (1783—1839). Дитинство разом зі старшою сестрою Катериною провела в Ревелі у своєї бабусі Є. І. Тізенгаузен. У 1811 році Єлизавета стала дружиною генерал-майора Миколи Федоровича Хитрово. У 1815 році Хитрово був призначений російським повіреним в справах за герцога Тосканського й разом із родиною переїхав до Флоренції.
Хитрово не був заможним, однак у Флоренції він вів життя на широку ногу. За свідченням Ф. Г. Головкіна, який добре знав Хитрово, російський повірений був «розумним і приємним у спілкуванні», двічі на тиждень, попри свої погані справи, він приймав у себе «все місто», його вечори завжди завершувалися «балом або виставою».
Виїжджати у світ Доллі почала з 13 або 14 років. Сім'я Хитрово була близькою з сім'єю Фердинанда III, а Доллі дружила з майбутньою великою герцогинею Тосканською Анною-Кароліною. Коло спілкування юної графині Тизенгаузен у той час складали багаті мандрівники з різних країн, які відвідували столицю Тоскани, і представники російської знаті, які мешкали у Флоренції, серед них — сім'я Д. П. Бутурліна. За спогадами сина Дмитра Петровича Михайла: «молоді графині Катерина і Дарина (Долі) Федорівни Тизенгаузен тільки що починали виїжджати у світ і були в усьому блиску краси; але особливо вражала навіть мене, десятирічного хлопчика, п'ятнадцятирічна графиня Дар'я Федорівна».
На початку 1817 року майже розорений М. Ф. Хитрово отримав відставку: для скорочення витрат з дипломатичного представництва його посада була ліквідована, а обов'язки повіреного передавалися російському послові в Римі. За повідомленням Головкіна, Хитрово надавалася невелика пенсія з тією умовою, що він продовжить жити в Тоскані. Хитрово, що втратив надію на матеріальну допомогу від імператора, найняв більш скромну квартиру і, продаючи своє майно, став розраховуватися з кредиторами. Тим не менш, його родина зберегла всі свої світські зв'язки.
19 травня 1819 року М. Ф. Хитрово помер. Єлизавета Михайлівна опинилася в скрутному матеріальному становищі: від чоловіка їй залишилися тільки борги. Однак у 1820 році разом з Доллі і Катериною вона побувала в Неаполі, а пізніше здійснила подорож в Центральну Європу. Мати сподівалася видати своїх дочок у шлюб. Ймовірно, до цього часу належить висловлювання про Є. М. Хитрово Д. І. Долгорукова: «пані Хитрово має вигляд сірого <…> торгаша, який їздить по всіх ярмарках, щоб за хорошу ціну продати свій товар, який полягає в двох чарівних доньках».
Микола Раєвський відзначав особливе вміння Хитрово зав'язувати дружні стосунки з представниками «найвищих верхів аристократії» Європи. Серед близьких знайомих Єлизавети Михайлівни та її дочок — прусський король Фрідріх Вільгельм III, майбутній король Бельгії Леопольд Саксен-Кобурзький, представники найзнатніших європейських сімей. Доллі завдяки дивовижній у такої молодої дівчини інтуїції, яка дозволяла їй «до деякої міри передбачати майбутнє», отримала від австрійської імператриці прізвисько «Сивіла флорентійська».

### Шлюб

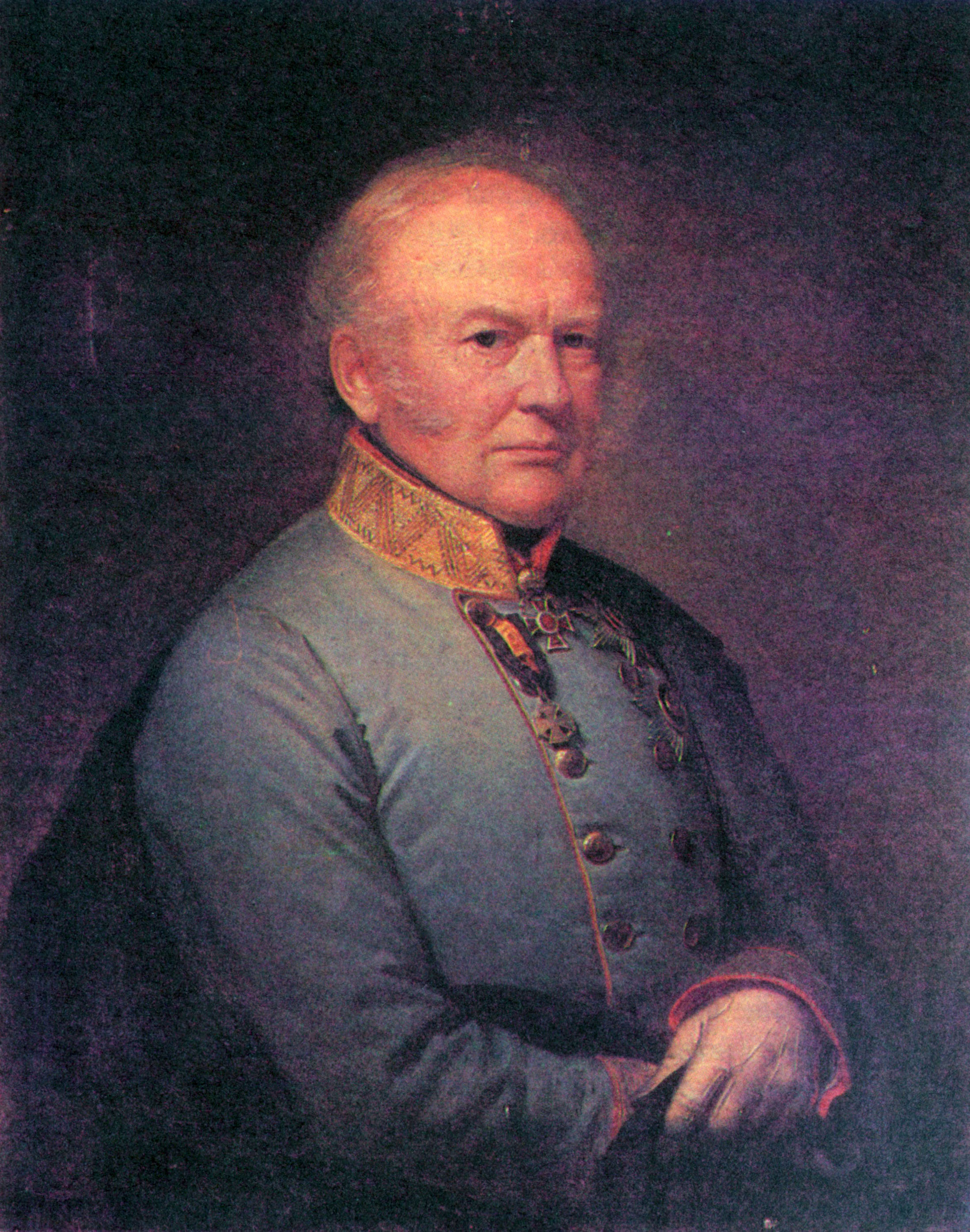
Граф Карл фон Фікельмон

У 1820 році з Доллі познайомився посланець австрійського імператора у Флоренції Карл Людвіг Фікельмон. 2 січня 1821 року він зробив їй пропозицію, про що повідомив у листі Є. І. Голенищевій-Кутузовій, бабусі Доллі. Єлизавета Михайлівна в листі від 10 січня сповістила про заручини своєї молодшої дочки імператора Олександра I. Олександр, який перебував в Лайбасі, привітав Хитрово і, знаючи Фікельмона «з найкращого боку», висловив надію, що «цей шлюб буде щасливим». Хитрово з дочками пізніше побувала на конгресі в Лайбасі. Канцлер фон Меттерніх повідомляв у листі своїй дружині, що одна з доньок Єлизавети Михайлівни (Катерина) повинна вийти за молодого дипломата з австрійського посольства в Римі, руку іншої (Долі) «жадає отримати наш надзвичайний посланник у Флоренції, дуже розумна і достойна людина».
3 червня 1821 року відбулося весілля. Різниця у віці подружжя була 27 років. Більшою чи меншою мірою біографи Дарії Федорівни схиляються до того, що «це був <…> шлюб з розрахунку, а не через кохання з її боку». Ймовірно, не останню роль зіграло розорення сім'ї. М. Раєвський вважає, що Єлизавета не могла улюблену дочку видати в шлюб за розрахунком.
Записи в щоденнику Доллі, її багаторічне листування містять її відгуки про чоловіка, повні кохання і поваги. На цій підставі Раєвський робить висновок: «Свого чоловіка вона, безсумнівно, кохала впродовж всіх тридцяти шести років подружнього життя (1821—1857)». Однак Раєвський зазначає, що при читанні щоденника і листів Фікельмон створюється враження «душевної тріщини», якогось невдоволення, яке породжувало напади смутку. Біографка Фікельмон, Н. Каухчішвілі, називаючи цей стан «душевним дисонансом», пояснювала його нервовим захворюванням, що наближалось. У той же час Леонід Гроссман, а слідом за ним і деякі дослідники вважають, що Доллі була нещасною.

### Неаполь

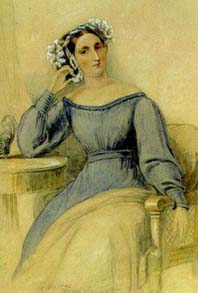
Т. Вінс. Портрет Д. Ф. Фікельмон. 1826

Перші роки шлюбу Доллі провела в Неаполі, де Фікельмон з березня 1821 року був дипломатичним представником Австрії при дворі короля Обох Сицилій Фердинанда I. Єлизавета і Катерина Михайлівна переїхали в Неаполь разом з Фікельмонами. Незважаючи на всю складність становища — після придушення неаполітанської революції 1820—1821 рр. (Фікельмон брав участь у бойових діях) відносини між австрійцями та італійцями були натягнутими, Дар'я Федорівна і її мати, яка на перших порах допомагала доньці увійти в роль господині світського салону, дуже скоро освоїлися в неаполітанському суспільстві. Однак немає жодних відомостей про неофіційні відносини сім'ї австрійського посланника з неаполітанським двором, подібних до тих, що склалися у сімейства Хитрово з правителями Тоскани. У Неаполі Доллі Фікельмон вела активне світське життя, проте, за словами Раєвського: «серед відвідувачів її неаполітанського салону <…> видатних людей, здається, не було».
Дар'я Федорівна багато читала, про літературні інтереси її до шлюбу невідомо нічого, але в її паперах збереглися список книг, прочитаних пізніше, і виписки з них. За припущенням Каухчішвілі, з яким згоден і Раєвський, в перші роки шлюбу її читанням керував чоловік, під впливом якого почали формуватися політичні і філософські погляди Дарії Федорівни. Ймовірно, за його порадою вона вивчає античних класиків, сучасні роботи, присвячені політичним та історичним питанням, у тому числі твори Тьєра і Тьєррі. Читала вона німецькою, англійською, італійською мовами і в основному французькою.
У Неаполі в сім'ї Фікельмонів трапився розлад, який ледь не призвів їх до розлучення. Про це згадує в одному зі своїх листів Н. М. Смирнов, який на той час працював в Італії. Конфлікт подружжя підтверджують і листи Фікельмона до дружини за 1823—1824 роки. Так, в одному з них він просить її повернутися із Сорренто, щоб не порушувати непотрібних розмов у суспільстві, але тут же додає, що сам не вірить ніяким чуткам. Відомо, що частину послань, які належать до цього періоду, Дар'я Федорівна знищила.
Ймовірно, в роки перебування в Неаполі Дар'я Федорівна пережила сильне захоплення. Тут вона познайомилася з Фердинандом Річардом Актоном (1801—1837), сином Джона Актона, колишнього прем'єр-міністра королівства Обох Сицилій і фаворита королеви Марії Кароліни. Через багато років, у знаменитому щоденниковому записі про дуель і смерть Пушкіна, вона порівняє горе матері, яка втратила одного, і своє власне — смерті кузини і близької подруги Адель Штакельберг і Річарда Актона — «друга, брата моєї молодості, моєї щасливої і прекрасної неаполітанської молодості». У пізніших листах і щоденникових записах Дар'я Федорівна постійно згадує «прекрасні неаполітанські роки».
Перші роки шлюбу у Фікельмонів не було дітей, і Дарина Федорівна взяла у вихованки італійську дівчинку з бідної сім'ї на ім'я Магдалина. У 1825 році Магдалина була доручена піклуванню сестри Фікельмона Марії-Франсуази-Кароліни. Пізніше вихованка Фікельмонів стала дружиною французького ювеліра. Наприкінці 1825 року в Неаполі Дар'я Федорівна народила дочку Єлизавету-Олександру.

### Фікельмон та Олександр I
У 1823 році разом з матір'ю і сестрою Катериною Доллі здійснила поїздку в Петербург — Єлизавета Михайлівна мала намір виклопотати собі пенсію. Ще в 1822 році Хитрово разом з дочками збиралася на конгрес у Верону, щоб представити їх імператору. Однак хвороба Катерини порушила їх плани, а Доллі не захотіла розлучатися з матір'ю і сестрою.
У червні 1823 року Хитрово з дочками приїхала в Петербург. Єлизавета Михайлівна сповістила імператора про це листом, і він наніс їй і дочкам неофіційний візит. Вони були дуже прихильно прийняті при дворі, а між імператором і сімейством Хитрово зав'язалася переписка.
Як зазначає Раєвський, приватний візит до Хитрово «з точки зору придворного етикету» був неординарним вчинком з боку Олександра. Доллі в своєму листі до чоловіка захоплено розповідає про першу зустріч з імператором, він залишався у Хитрово дві години, сестри просили дозволити спілкуватися з ним, як з приватною особою, і це привело його до захоплення": «Він повторив нам, принаймні раз двадцять, щоб ми не засвоювали тутешніх [петербурзьких] звичок і залишалися такими, як є — без всякої штучності». Доллі, що з ранньої юності звикла спілкуватися з «сильними світу цього», здійснила необдуманий вчинок: вона їздила (ймовірно, одна) в Царське Село у не слушний час для візитів — імператор перебував на маневрах. У кількох листах, адресованих їй, Олександр вибачається за те, що не міг прийняти її, і радить бути обережнішими, щоб не провокувати пліток.
На думку Раєвського, в той період Олександр I був захоплений Дариною Федорівною, листи його — це не послання «коханця, але <…> закоханої в неї людини». Сама ж вона на все життя зберегла захоплене ставлення до імператора.
Клопотання Хитрово про пенсії увінчалися успіхом. Як повідомляє французький генерал і дипломат Шарль де Флао, що лише на кілька днів разминувся з нею в Петербурзі, Єлизавета Михайлівна отримала від імператора пенсію (7 тисяч рублів), відшкодування за минулі роки і землі в Бессарабії, «які вона зможе вигідно продати». Раєвський підкреслює, що такий подарунок від імператора Хитрово отримала не за заслуги свого батька (якого Олександр не любив), а «заради Доллі».

### Петербург

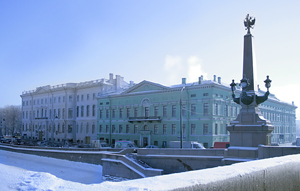
Будівля колишнього австрійського посольства, Палацова набережна, 4

За деякими даними, вже в 1823 році Фікельмон думав про отримання призначення послом у Петербург (він цікавився у Людвіга Лебцельтерна, що був на той час австрійським посланником в Росії, чи не збирається той залишити свій пост). Наприкінці 1828 року Меттерніх відправив Фікельмона з дипломатичним дорученням у Петербург для з'ясування можливості зближення Росії та Австрії. Можливо, тут зіграло свою роль і те, що дружина Фікельмона була в свій час прихильно прийнята при петербурзькому дворі. За словами Н. Каухчішвілі, Фікельмон впорався зі своєю місією, і «ґрунт для можливого зближення» двох імперій було підготовлено. Навесні 1830 року у Відні стало відомо, що на посаді посла в Петербурзі російський імператор бажає бачити графа Фікельмона.
Дар'я Федорівна разом з чоловіком приїхала до Петербурга наприкінці червня 1829 року. Фікельмони жили в орендованому посольством маєтку князя Салтикова (Палацова набережна, 4). Єлизавета Михайлівна з весни 1833 року займала в цьому ж будинку окрему квартиру, разом з нею, до свого возведення у фрейліни, жила дочка Катерина.
Дар'я Федорівна жваво цікавилася літературою і музикою, релігійно-філософськими питаннями і політикою. Її близькими друзями були Петро Вяземський, Олександр Тургенєв, Іван Козлов. Салон графині Фікельмон часто відвідував О. С. Пушкін. За словами П. А. В'яземського:

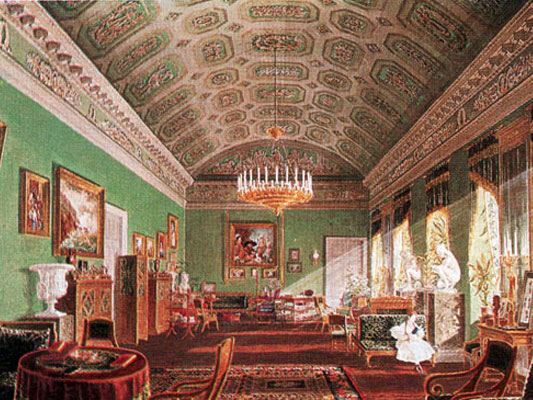
Петербурзький салон Фікельмонів

Все животрепетне життя європейське і російське, політичне, літературне і громадське, мало вірні відгомони в цих двох споріднених [Хитрово — Фікельмон] салонах. Не потрібно було читати газети, як у афінян, які також не мали потреби в газетах, а жили, навчалися, мудрували і розумово насолоджувалися в портиках і на площі. Так і в цих двох салонах можна було запастися відомостями про всі злободенні питання, починаючи від політичної брошури і парламентської промови французького або англійського оратора і закінчуючи романом або драматичним витвором одного з улюбленців тієї літературної епохи. Був тут огляд і поточних подій; була і передова стаття з власними судженнями, а іноді й осудами, був і легкий фейлетон, звичаєписний і мальовничий. А що все краще, ця всесвітня розмовна з вуст у вуста газета видавалася під началом та редакцією двох люб'язних і милих жінок.

Через сім'ю посла російські знайомі отримували книги, заборонені до ввезення в Росію, а деякі листи із-за кордону друзів Фікельмонів (наприклад, О. Тургенєва Вяземському) надсилалися з австрійською дипломатичною поштою, щоб уникнути перлюстрації.
Знайома зі світовою літературою набагато краще, ніж більшість її ровесниць, Дарія Федорівна, мабуть, зовсім не знала літератури російської. За роки перебування за кордоном вона зовсім забула російську мову (можливо, що і в дитинстві знала її погано). У 1830 році подружжю Фікельмонів давав уроки російської мови Орест Сомов. Відомо, однак, що в її салоні були вечори, присвячені літературному життю Росії. Про одне з таких зібрань у Фікельмон пише С. А. Бобринська чоловікові: «Я тобі казала, що мадам Хитрово з дочкою Доллі зробили мені честь, запросивши на літературний вечір. Була розмова тільки про Пушкіна, про літературу і про нові твори».
Літо і осінь 1835 року подружжя Фікельмонів провели в Австрії. Вони брали також участь у святкуванні річниці битви під Кульмом. На урочистості, що тривали близько місяця, прибули государі Австрії, Росії і Пруссії. Розлучаючись з Дариною Федорівною 8 жовтня, імператриця Олександра Федорівна вручила їй кокарду Ордена Святої Катерини і діамантовий браслет зі своїм портретом. Таким чином, дружина австрійського посланника ставала придворною дамою російського імператорського двору.
В опублікованій у 1863 році роботі Амосова, присвяченій дуелі Пушкіна, містяться спогади Данзаса, його секунданта, який стверджував, що Дантес був зобов'язаний початком своїх успіхів у Росії графині Фікельмон. Згідно з повідомленням Данзаса, Фікельмон представила його імператриці Олександрі Федорівні на одному зі своїх вечорів. У книзі Амосова є неточності, проте в 1863 році була жива сестра Фікельмон Катерина, яка, цілком імовірно, читала її. Якщо б розповідь про заступництво Дарії Федорівни була недостовірною, Катерина Тизенгаузен могла б його спростувати, але не зробила цього. Разом з тим публікатор петербурзької частини (1829—1837) щоденника Фікельмон С. Мрочковська-Балашова зазначає, що ім'я Геккерна в записах графині з'являється не раз. На початку їхнього знайомства Фікельмон досить різко відгукнулася про Геккерне: «тут його вважають шпигуном пана Нессельрода — таке припущення найкраще визначає цю особистість та її характер». Але незабаром той став постійним відвідувачем салону Дарії Федорівни, і вона визнавала, що голландський посланник «дотепний і цікавий», хоча і «злий, — принаймні в промовах». Однак «прийомний син» Геккерна, Дантес, згадується лише у зв'язку з дуеллю Пушкіна, при цьому Фікельмон, на відміну від багатьох представників петербурзького світського суспільства, засуджує його поведінку.

### Відень
У травні 1838 року Дарія Федорівна разом з чоловіком, який взяв відпустку через її хвороби, з матір'ю і дочкою поїхала за кордон, сподіваючись, що зміна клімату та лікування допоможуть їй. Єлизавета Михайлівна попрощалася з донькою та внучкою в Генуї і повернулася в Росію. Дар'я Федорівна в Росію більше не приїжджала, хоча ще навесні 1839 року писала чоловікові, який працював у Петербурзі, що сподівається повернутися туди. 3 травня 1839 року в Петербурзі раптово померла її мати, Фікельмон поховав тещу і, знову взявши відпустку по сімейних справах, поїхав до дружини, яка лікувалася в той час у Екс-ле-Бен.
У 1839 році Фікельмон був викликаний до Відня для тимчасового виконання обов'язків канцлера, після він знову повернувся в Росію і був відкликаний у липні 1840 року остаточно. Він отримав почесний пост (нім. Staats und Konferenzminister), проте, судячи з листування подружжя, фактично це була опала. Причини, по яким Фікельмона «тримали осторонь від усіх справ», невідомі.
У 1842 році при віденському дворі отримав акредитацію, після п'ятирічної перерви у своїй кар'єрі, Луї Геккерн. У віденському вищому світі він був прийнятий прохолодно. Тим не менш Геккерн запросив до себе на зимовий сезон 1842—1843 років подружжя Дантес. Фікельмон записала у своєму щоденнику з цього приводу:
Ми не побачимо пані Дантес, вона не буде перебувати у вищому світі і особливо в мене, бо вона знає, що я дивилася б на її чоловіка з огидою.

Лише одного разу Фікельмон згадує в листах до сестри ім'я вдови Пушкіна: 17 січня 1843 року Дарія Федорівна з несхваленням пише, що Наталія Миколаївна знову почала бувати при петербурзькому дворі: «… вона могла б утриматися від цього; вона стала вдовою внаслідок такої жахливої трагедії, причиною якої, хоча і безневинною, як-ніяк з'явилася вона».
Востаннє прізвище Геккерна (Луї) зустрічається в листі Фікельмон від 1850 року: він зробив графині візит у Відні. Дар'я Федорівна «була схвильована, знову побачивши цю особу», яка їй «так багато нагадала».

### Революція
Останній злет своєї кар'єри Фікельмон пережив у дні революції 1848 року. Ще в 1847 році з Венеції, де в цей час перебували Фікельмони, Карл Людвіг був викликаний до Відня, там він вперше за багато років отримав важливе призначення. Його направили в Мілан, де починалися революційні виступи.
У жовтні 1847 року Фікельмони переїхали в Мілан, де, як зазначала Дар'я Федорівна, вони в повній мірі відчули, які напружені стосунки склалися між австрійцями і місцевою аристократією. Перебування в Мілані незабаром стало небезпечним — взимку 1848 року почалися збройні зіткнення населення з австрійськими солдатами. В одній із сутичок був смертельно поранений кухар Фікельмонів. Дар'я Федорівна описує сестрі трагічні події:
…Відчуваю себе, як наче в обложеній фортеці. Я не знаю, скільки часу ще Фікельмон має залишатися тут, але я буду у нестямі від радості, коли ми зможемо залишити це місто. Фікельмон тримається, але морально він теж дуже втомився. Неможливо в подробицях розповісти про нього. Його становище таке, що будь-який інший на його місці опинився б зламаним.

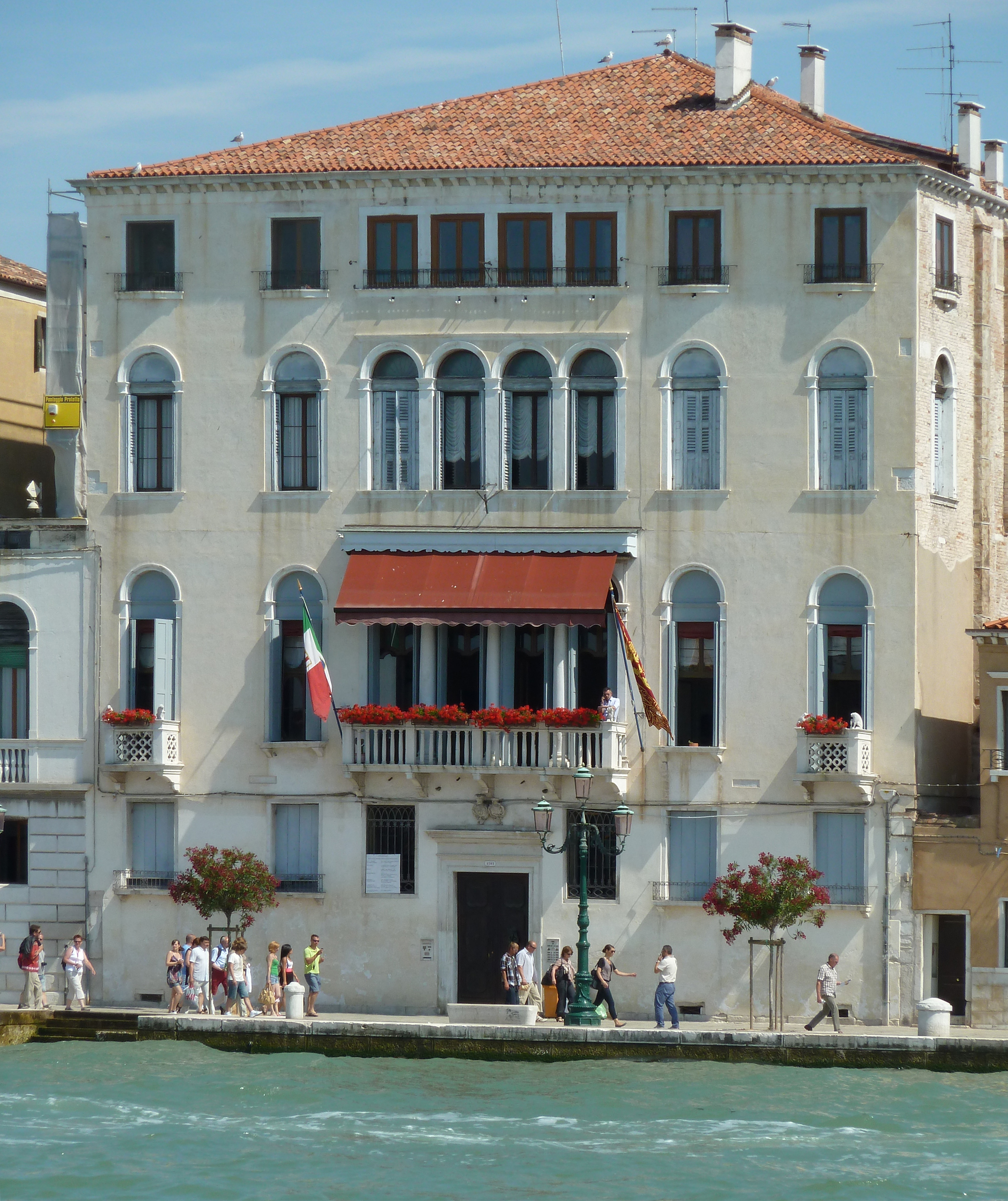
Палаццо Фікельмон-Кларі у Венеції

На початку березня 1848 року Фікельмон отримав призначення на посаду голови військової ради Австрії. Подружжя поїхали до Венеції, звідти Фікельмон попрямував до Відня, а Дар'я Федорівна затрималася. У Венеції вона дізналася про революції в Австрії і про падіння Меттерніха. 18 березня Фікельмон став міністром двору та закордонних справ в складі першого конституційного кабінету.
У березні у Венеції була проголошена республіка. Австрійці також зазнали поразки в Ломбардії. Дар'я Федорівна у Венеції двічі піддавалася арешту, революційний уряд міста не був одностайним у питанні про надання свободи пересування родині австрійського міністра. Спочатку глава республіки Даніеле Манін дозволив їй покинути місто, однак пізніше Фікельмон заборонили виїжджати. Через консула Великої Британії Дар'я Федорівна передала Манину лист, в якому вона цитувала його ж прокламацію про гарантії недоторканності всім іноземцям. З Венеції їй вдалося вибратися на англійському військовому кораблі, викликаному з Трієста. Дар'я Федорівна з дочкою і зятем тільки через місяць зустрілися у Відні з Фікельмоном, який після відставки графа Коловрата став головою ради міністрів.
До Відня Дар'я Федорівна прибула в квітні 1848 року, про що писала сестрі:
 Ми прибули сюди позавчора і дуже щасливі тим, що воз'єдналися з Фікельмон. У мене таке відчуття, що я пережила цілу баталію, але тільки для того, щоб вступити в нову, з якої я, мабуть, вийду з ще більш важкими ранами.

Ситуація все більше ускладнювалася. Фікельмон, помірний політик, мав розходження з Меттерніхом у поглядах, тим не менш не міг користуватися популярністю. Підставою для нападок на Фікельмона було його послідовне русофільство, не останню роль зіграло і походження його дружини. Дар'я Федорівна писала сестрі, що боялася навіть бачитися з росіянами, щоб не нашкодити чоловікові. Незабаром він був звинувачений в отриманні хабаря від російського уряду:
Надсилаю тобі листівку, з якої ти побачиш, яких переслідувань я тут зазнав. Люди не бояться ображати благородний характер Фікельмон і припускати, що ми обидва продалися Росії. Ця безглузда історія про дванадцять мільйонів розголошена тут базікою Оболенським, і доброзичлива публіка, яка постійно звинувачує Фікельмона в тому, що він товаришує з росіянами, підхопила цю балаканину. Лист Д. Ф. Фікельмон до О. Ф. Тизенгаузен. 22 квітня 1848 року

2 травня 1848 року до Фікельмона з'явилася студентська делегація з вимогою його відставки, його будинок з дев'яти годин вечора до другої ночі був оточений натовпом народу. На наступний день Фікельмон, за словами своєї дружини, обурений бездіяльністю влади, подав у відставку.
Фікельмони разом з дочкою і зятем поїхали в Теплиці, де жили, нікуди не виїжджаючи. Але і покинувши Відень, вони не відчували себе в безпеці. У листах до сестри Дарія Федорівна повідомляє про потрясіння, яке викликали звістки про загибель від рук повсталих комісара Ламберга і військового міністра Латура (кузена Фікельмона). Вона просить сестру писати не прямо, а через Берлін, так як положення, в якому знаходиться Фікельмон, звинувачення, висунуті проти нього, «ставлять в даний час бар'єр між мною і тобою».

### Останні роки

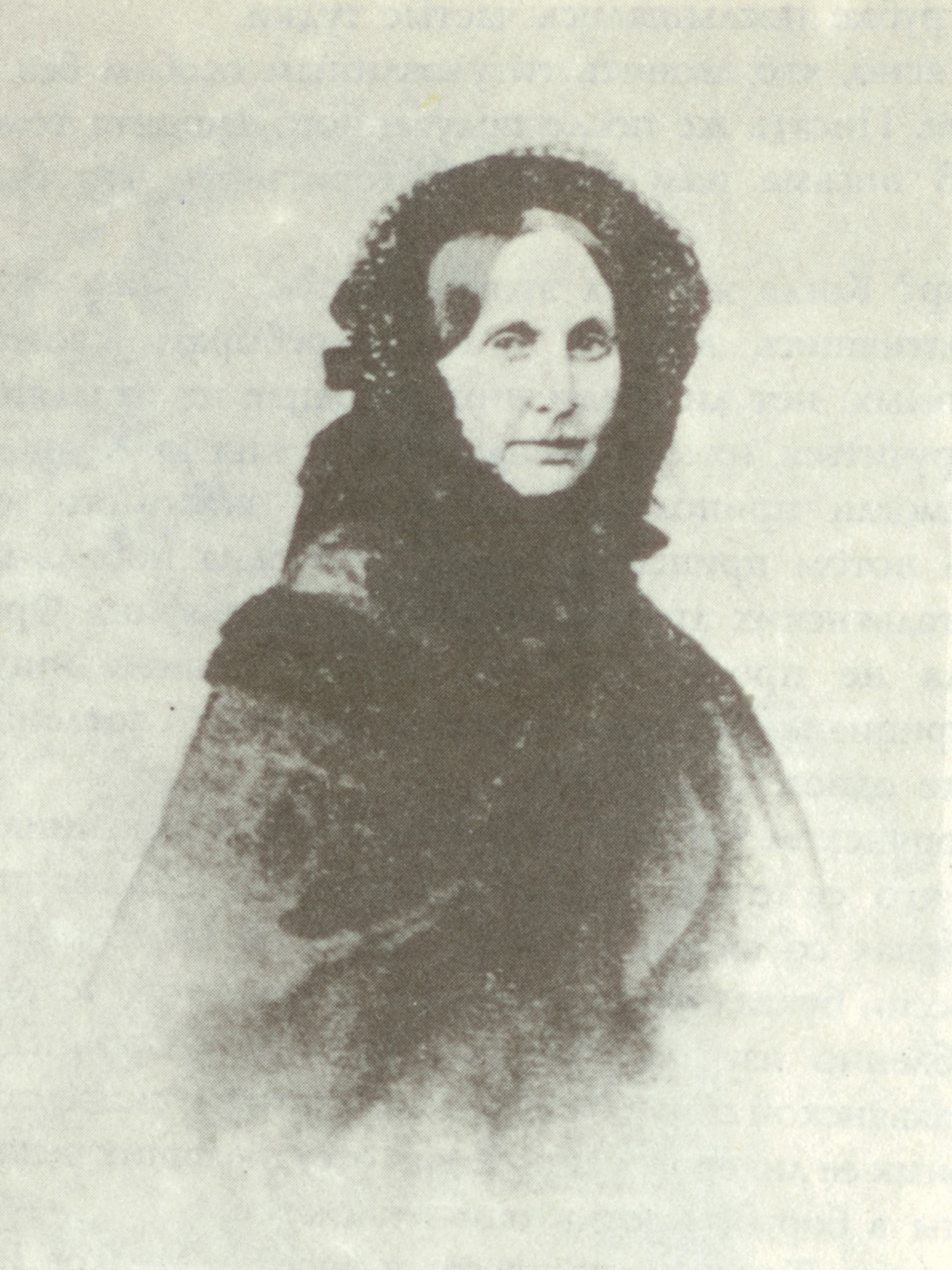
Дар'я Федорівна. Фотографія 1850-х років. Музей в Теплиці

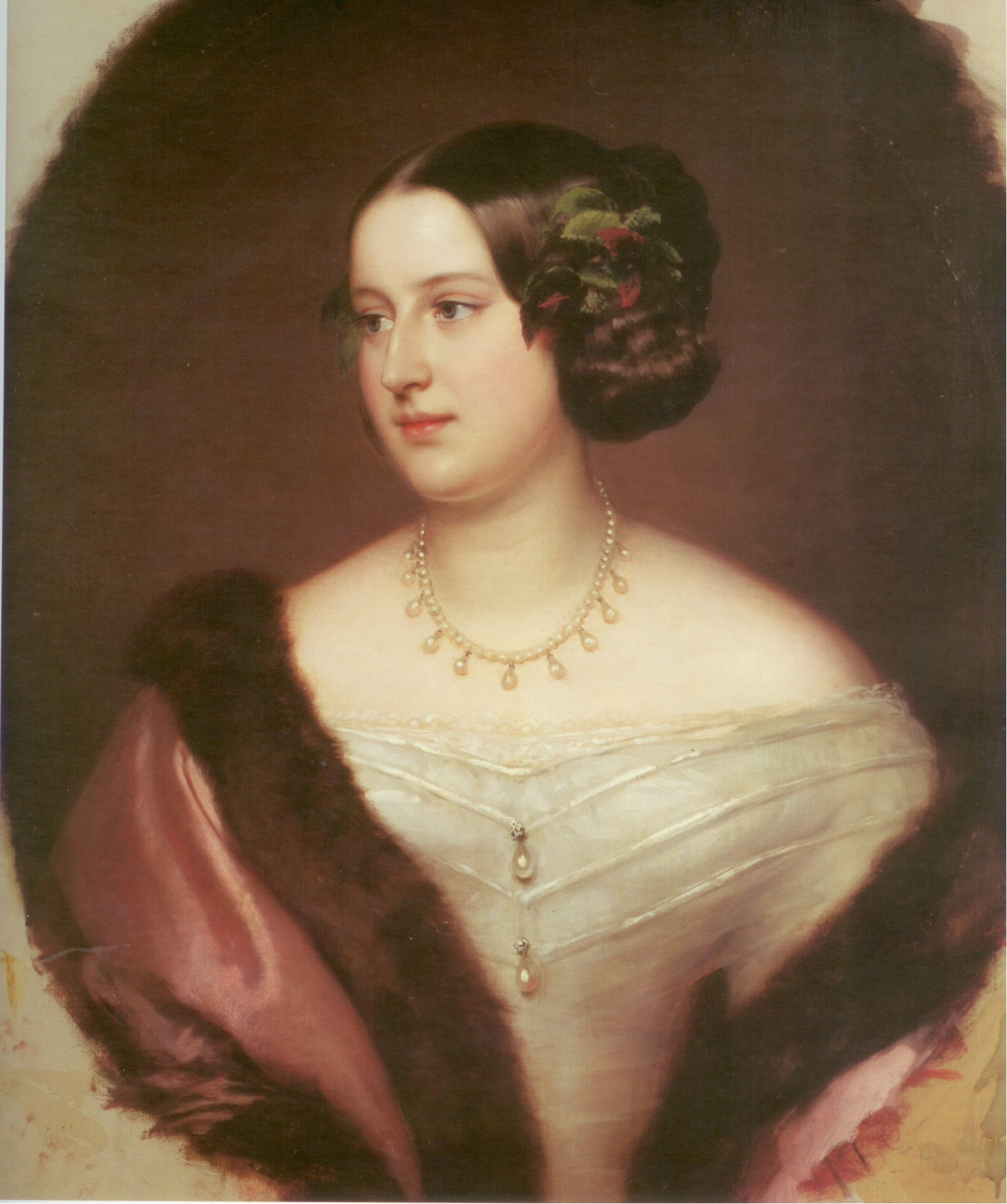
Єлизавета-Олександра, княгиня Кляри-і-Альдринген.
Художник Франц Шротцберг[de]. 1848

Життя Дарії Федорівни на схилі років було спокійним. Її радував щасливий шлюб дочки, що стала дружиною одного з найбільш багатих і знатних богемських аристократів, князя Кляри-і-Альдринген, а також успіхи Єлизавети-Олександри при дворі. В сорок сім років у Дарії Федорівни було вже четверо онуків.
Пережите в 1848—1849 роках зробило Фікельмон ще більш консервативною, її пізні листи повні побоювань нових революційних потрясінь у майбутньому. Раєвський зазначав у 1 «сильно розвинене свідомість незворотності історичних процесів», розуміння того, що одна людина не може зробити нічого проти «духу свого часу». Широкий кругозір у поєднанні з інтуїцією і здатність логічно мислити дозволяли Дарії Федорівни, поєднуючи знання про минуле і спостереження цього, передбачити подальший розвиток подій. Так, вона передбачила можливість двох воєн, що вибухнули вже після її смерті, — австро-прусської (1866) і франко-прусської (1870).
Останні роки Фікельмони жили або у Відні, або в Теплицькому замку біля доньки й зятя. Пізніше вони багато часу проводили в Венеції, де на початку 1855 року разом із зятем купили будинок — нинішній палаццо Кларі.
Після відставки граф Фікельмон повністю присвятив себе літературній роботі і мав в ній успіх. Помер він вісімдесятирічним старцем у Венеції 6 квітня 1857 року. За свідченням П. Баранта, який редагував посмертне видання робіт Фікельмона (Pensées et réflexions morales et politiques du comte de Ficquelmont ministre d'etat en Autriche. Paris, 1859), після смерті чоловіка Дар'я Федорівна «переписала і зібрала» для видання окремою книжкою його нотатки з різних питань філософії і політики, які представляли часто олівцеві начерки нерозбірливим почерком.
Дар'я Федорівна пережила чоловіка лише на шість років: вона померла 10 квітня 1863 року і була похована в сімейніму склепі князів Клярі-і-Алідринген в селищі Дубі біля Теплиці.
Листи графа і графині Фікельмон, адресовані Є. Тизенгаузен, були видані в 1911 році в Парижі графом Ф. де Соні.

## Доллі Фікельмон і Пушкін

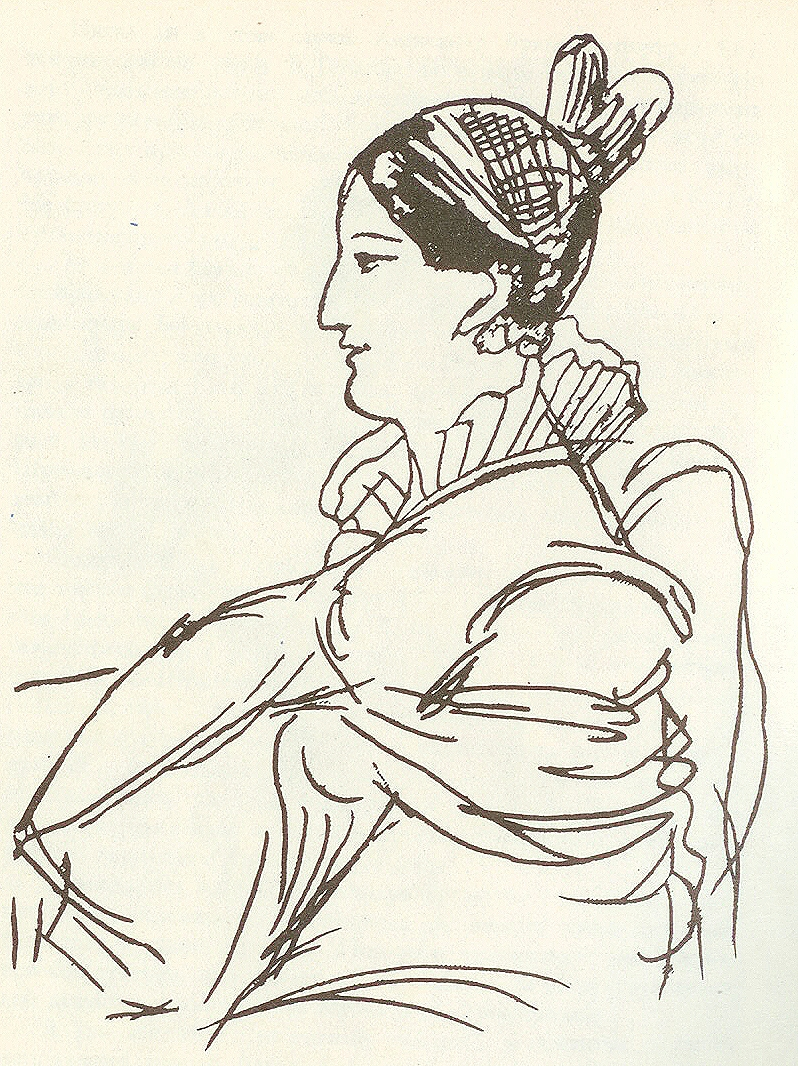
Доллі Фікельмон. Малюнок О. С. Пушкіна на листку Арзрумського зошита. 1829

Знайомство Фікельмон і Пушкіна відбулося восени 1829 року. Він став частим гостем в будинку австрійського посланника, а з Дариною Федорівною поета пов'язували дружні стосунки. У зв'язку з цим досить несподівано виглядало твердження племінника Пушкіна Лева Павліщева про те, що поет і Дарія Федорівна ворогували. Однак після смерті Павліщева з'ясувалося, що всі цитати з листів рідних, які він наводив у доказ неприязні, нібито існувала між Фікельмон і Пушкіним, складені їм самим. Мета підроблення Павліщева залишилася невідомою; в цілому його мемуари, як загальновизнано, не можуть вважатися достовірним джерелом і містять й інші фальсифікації.
Існує версія, яку оскаржують більшість дослідників, що у Дарії Федорівни був роман з Пушкіним. Припущення виникло після публікації в 1922 році М. Цявловським розповіді одного поета Нащокіна в записі Петра Бартенєва. О. С. Пушкін, в підтвердження своїх слів, що «при необхідності можна втриматися від непритомності і знемоги, відкласти їх до іншого часу», розповів йому про своє романтичне побачення, призначене однією блискучою світською дамою в своєму петербурзькому будинку. Вранці господиня спробувала вивести Пушкіна з будинку, проте біля виходу зустріла дворецького. За словами Нащокіна, «Пушкін стиснув їй міцно руку, благаючи її відкласти непритомність до іншого часу, а тепер випустити його як для нього, так і для себе самої. Жінка переборола себе». Ім'я дами в оповіданні Нащокіна не було названо, проте її ототожнювали з Дариною Федорівною — на полях зошита зроблено запис рукою, не належить Бартенєву, де назване ім'я Фікельмон.
Існує думка (що походить до першого публікатора розповіді Нащокіна — М. А. Цявловському), що це пригода, що знайшла відображення в «Виновій кралі»: опис очікування Германна, який потайки проник до палацу старої графині, в переказу Нащокіна збігається з описом очікування Пушкіна. А пушкініст Микола Лернер звернув увагу, що Герман, залишаючи будинок графині, думає не про крах своїх надій, а про коханця, що відвідував її спальню шістдесят років тому: «Думати <…> міг у даному випадку автор, а не Герман, приголомшений „безповоротною втратою таємниці, від якої очікував збагачення“. З таким настроєм не в'яжуться ці думки, повні спокійною смутку».
М. А. Раєвський знаходив, що у «Виновій кралі» під виглядом палацу старої графині зображений будинок австрійського посланника. Він побував в особняку, вперше — в 1965 році, і спробував відновити колишнє призначення кімнат у ньому:
На мій погляд, збереглася, мабуть, без переробок спальня Д. Ф. Фікельмон, нині кабінет літератури <…>, значно більше відповідає як тексту «Винової кралі», так і розповіді Нащокіна, записаному Бартенєвим. Н. Раєвський.

## Портрети ДолліФікельмон
Всі, хто знали Фікельмон в молодості захоплювалися її зовнішністю, проте Раєвський в своєму нарисі «Фікельмон» відзначав, що за великої кількості свідчень ніхто, тим не менше, не описав її докладно, а її іконографія дуже бідна: «ми не знаємо поки жодного її портрета роботи першокласного художника» . На думку Раєвського, і гострохарактерний малюнок О. С. Пушкіна на полях чернетки «Мідного вершника», і акварель Вінса, виконана в Неаполі в 1826 році, «лише частково» передають вигляд молодої жінки . Наприкінці 1930-х років в Празі в приватній колекції Раєвський бачив літографію з портрета Дар'ї Федорівни, виконаного в той час, коли їй було близько сорока п'яти років:
 По загальному вигляду схожа на матір, яка зовсім не відрізнялася красою, але всі риси Єлизавети Михайлівни як би виправлені і облагороджені художницею-природою. Доллі Фікельмон — брюнетка з незвичайно красивими оксамитовими очима. <…> Дивлячись на цю літографію, розумієш, чому двадцятьма роками раніше Дар'я Федорівна вважалася однією з найкрасивіших жінок миколаївського Петербурга .

Наприкінці 1970-х років автори книги «Італійська Пушкініана» виявили у Венеції у графині Сан-Марцано  підписаний О. П. Брюлловим подвійний акварельний портрет Доллі Фікельмон і її сестри Катерини, які позували на тлі Неаполітанської затоки. Пізніше цей груповий портрет був переданий в Державний музей О. С. Пушкіна .
У 1979 році мистецтвознавець І. Б. Чижова визначила, що моделлю для акварелі П. Ф. Соколова (1837), що зображувала даму в жовтій сукні з листом в руках, послужила Дарина Федорівна. Для атрибуції вона використовувала відомі на той час портрети графині художників Агриколы и Крихубера.
Пошуками картин з Тепліце після появи нарису І. Бочарова і Ю. Глушакова, які відвідали в Італії нащадків Фікельмон , зайнялися С. Островська та К.Крижова . Вивчаючи документи архіву Державного інституту охорони пам'яток і захисту природи в Празі, вони визначили, що після Другої світової війни в результаті націоналізації Теплицького замку його зібрання художніх творів були розсіяні по різним замкам країни. Значна частина потрапила до Вельтруси, де були виявлені, серед іншого, портрети графа і графині, їх знайомих і друзів, а також старовинні світлини.
У Вельтрусах зберігався великий портрет Дар'ї Федорівни в античному платті на тлі фантазійного пейзажу з римським Форумом і колоною Траяна, виконаний маслом по дереву назарейців Ф. Агріколой . Імовірно, графиня позувала під час візиту подружжя Фікельмонів до Риму в 1824 році, і, отже, — це найраніше зображення Дар'ї Федорівни. Були виявлені також два мальовничих варіанти портрета, відомого по літографії (1840-ті роки), приписувані віденському художнику Й. Кріхуберу В альбомі, що належав Елізалекс і Едмунду Кларі, зберігався ще один портрет Дар'ї Федорівни. Малюнок художника Ендеар, кольорований аквареллю, ймовірно, був виконаний у Відні в 1828—1829 роках. На думку авторів «Італійської Пушкініани», не дуже вдалий начерк. Однак цей малюнок допоміг науковому співробітнику Третьяковської галереї Л. Певзнер атрибутувати жіночий профільний портрет в робочому «Арзрумському» зошиті О. С. Пушкіна як зображення Фікельмон.

## Нащадки
- Дочка Єлизавета-Олександра-Марія-Тереза (10 листопада[95] або 12 грудня 1825 Неаполь — 14 лютий 1878 Венеція) — хрещениця імператриці Єлизавети Олексіївни і імператора Олександра I. На честь імператорської родини отримала два перших імені. Марією-Терезою її назвали на честь австрійської імператриці. Домашнє ім'я — Елізалекс [96].
  - 15 грудня 1841 року у Відні стала дружиною князя Едмунда Клярі-Альдрінгена (1813—1894). У шлюбі з ним мала трьох синів і одну дочку.
- Син — Манфред — великий політичний діяч Австро-Угорщини. Прямі нащадки проживали у Франкфурті, Ганновері і Зальцбурзі[97].

### Про Доллі Фікельмон
- Бочаров И., Глушакова Ю. Венецианская Пушкиниана // Огонёк. — 1978. — № 7. — С. 22—24.
- Бочаров И., Глушакова Ю. «…Когда б имел я сто очей, то все бы сто на вас глядели» // Итальянская Пушкиниана / Рецензент В. В. Кунин. — М.: Современник, 1991. — 444 с. — 75 000 экз. — ISBN 5-270-00630-8.
- Вацуро В. Э., Гиллельсон М. И., Иезуитова Р. В., Левкович Я. Л. Комментарии // Пушкин в воспоминаниях современников. — 3-е изд., доп. — СПб.: Академический проект, 1998. — Т. 2. — С. 492—494.
- Гиллельсон М. И. Пушкин в итальянском издании дневника Д. Ф. Фікельмон // Временник Пушкинской комиссии, 1967—1968 / АН СССР. ОЛЯ. Пушкинская комиссия. — Л.: Наука. Ленинградское отделение, 1970. — С. 14—32.
- Гроссман Л. П. Устная новелла у Пушкина // Этюды о Пушкине. — Л. Д. Френкель. — П., 1923.
- Измайлов Н. В. Пушкин в дневнике гр. Д. Ф. Фікельмон // Временник Пушкинской комиссии, 1962. — АН СССР. ОЛЯ. Пушкинская комиссия. — М.; Л.: Изд-во АН СССР, 1963. — С. 32—37.
- Краваль Л. «Армида молодая» // Рисунки Пушкина как графический дневник / Редактор В. А. Кожевников. — М.: Наследие, 1997. — 536 с. — (Пушкин в XX веке, IV). — 1500 экз. — ISBN 5-201-13300-2.
- Крижова К., Островская С. Чехословацкие находки // Временник Пушкинской комиссии, 1977 / АН СССР. ОЛЯ. Пушкинская комиссия. — Л.: Наука. Ленинградское отделение, 1980. — С. 44—48.
- Ободовская, И.; Дементьев, М. После смерти Пушкина. Неизвестные письма / ред. и автор вступ. статьи Д. Д. Благой. — М. : Советская Россия, 1980. — 384 с.
- Мрочковская-Балашова С. «Нет, не возлюбленной была…» // Фікельмон, 2009.
- Раевский Н. А. Портреты заговорили // Избранное. — М.: Художественная литература, 1978. — С. 52—342.
- Рейсер С. Пушкин в салоне Фікельмон (1829—1837) // Временник Пушкинской комиссии, 1977 / АН СССР. ОЛЯ. Пушкинская комиссия. — Л.: Наука. Ленинградское отделение, 1980. — С. 36—43.
- Флоровский А. В. Пушкин на страницах дневника графини Д. Ф. Фікельмон // Slavia. — Praha, 1959. — Т. XXVIII ses. 4.
- Чижова И. Б. Женские портреты пушкинской поры. Работы П. Ф. Соколова // Искусство. — 1979. — № 6.
- Florovskij A. Дневник графини Д. Ф. Фікельмон. Из материалов по истории русского общества тридцатых годов XIX века // Wiener slavistisches Jahrbuch. — Graz — Köln, 1959. — Т. VII. — S. 49—99.
- Clary-Aldringen A. Geschichten eines alten Österreichers / Mit einein Vorw. von Golo Mann. — 6. Aufl. — Frankfurt a.M. etc.: Ullstein, 1978. — ISBN 3-550-07474-3.
- Comte F. de Sonis. Lettres du comte et de la comtesse de Ficquelmont à la comtesse Tiesenhausen. — Paris, 1911.
- Kauchtschwili N. Il diario di Dar'ja Fёdorovna Ficquelmont. — Milano, 1968. — 227 p.